# Venloop

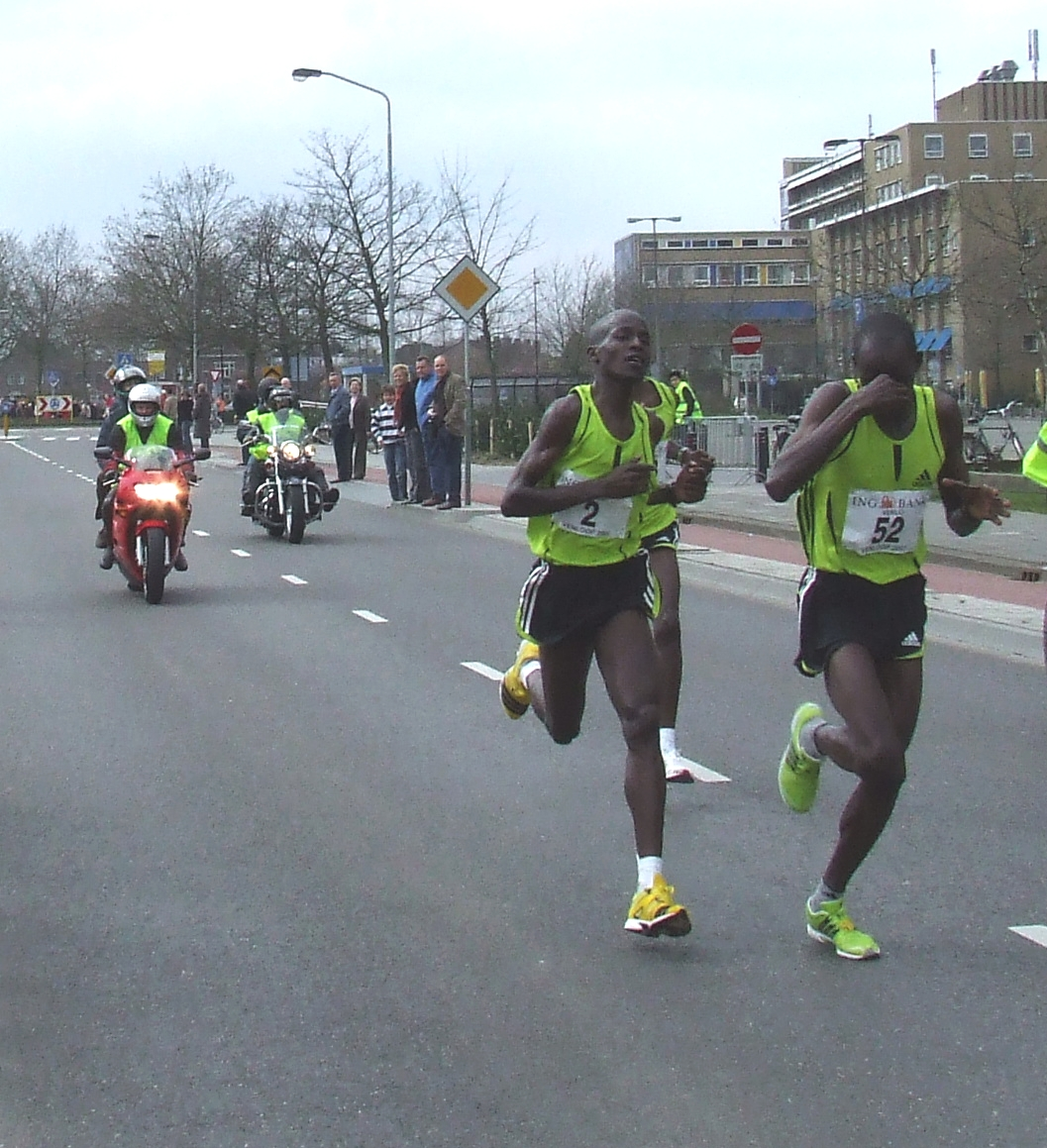
Elias Maindi, winnaar Venloop 2007 (startnummer 2)

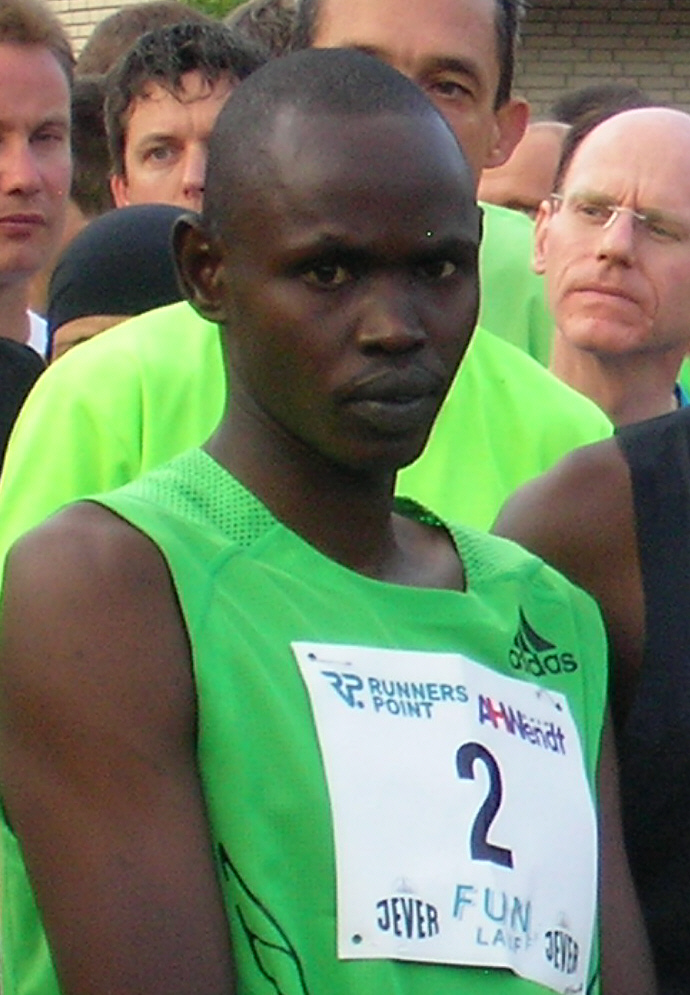
Stephen Chelimo, winnaar 2011

De Venloop is een jaarlijks terugkerend hardloopevenement, dat sinds 2006 wordt georganiseerd op de laatste of een na laatste zondag in maart over een afstand van een halve marathon. Tevens zijn er wedstrijden over 10 kilometer en 5 kilometer. De Venloop staat bekend om het relatief grote aantal deelnemers uit Duitsland. In 2018 was 58% van de deelnemers afkomstig uit Duitsland (tegenover 41% uit Nederland).

## Parcours
Het parcours van de hardloopafstanden loopt door Venlo, Blerick, Hout-Blerick en Tegelen. De halve marathon start op de Deken van Oppensingel en de finish was tot en met 2011 voor het stadhuis. In 2012 en 2013 lag de finish op de Keulsepoort. Vanaf 2014 is de finish voor het Limburgs Museum en is de finishstraat de Parade.
Sinds 2013 kent het evenement ook een wandeltocht over drie afstanden: 40 km, 30 km en 20 km. Sinds 2020 is, na een onderzoek onder de deelnemers van de wandeltocht, de 40 km afstand vervangen door de marathonafstand, waardoor de langste wandelafstand nu 42 kilometer en 195 meter is. Het parcours van de korte route loopt door stadsdeel Venlo en door Velden; het parcours van de lange route loopt tevens door Lomm tot aan Arcen en draait daar weer zuidwaarts.

## Edities Venloop
 – Parcoursrecord
 – Nederlands kampioenschap halve marathon
| editie | datum         | heren                         | land | tijd    | dames                    | land | tijd    |
| ------ | ------------- | ----------------------------- | ---- | ------- | ------------------------ | ---- | ------- |
| 1      | 26 maart 2006 | Mark Tanui                    | KEN  | 1:02.35 | Robe Guta                | ETH  | 1:12.53 |
| 2      | 25 maart 2007 | Elias Maindi                  | KEN  | 1:01.53 | Peninah Arusei           | KEN  | 1:10.49 |
| 3      | 30 maart 2008 | Boniface Biwott               | KEN  | 1:02.02 | Flomena Chepchirchir     | KEN  | 1:11.24 |
| 4      | 22 maart 2009 | Stephen Chelimo               | KEN  | 1:01.32 | Magdalene Mukunzi        | KEN  | 1:10.34 |
| 5      | 21 maart 2010 | Abraham Rotich                | KEN  | 1:02.20 | Isabellah Andersson      | SWE  | 1:10.02 |
| 6      | 27 maart 2011 | Stephen Chelimo               | KEN  | 1:02.26 | Elizeba Cherono          | KEN  | 1:11.26 |
| 7      | 25 maart 2012 | Urige Buta                    | NOR  | 1:02.35 | Sharon Tavengwa          | ZIM  | 1:11.25 |
| 8      | 24 maart 2013 | Philemon Yator                | KEN  | 1:01.53 | Jane Moraa               | KEN  | 1:10.40 |
| 9      | 30 maart 2014 | Nicolas Togom                 | KEN  | 1:01.52 | Elizeba Cherono          | KEN  | 1:10.15 |
| 10     | 22 maart 2015 | Alfers Lagat                  | KEN  | 1:00.33 | Jane Moraa               | KEN  | 1:10.41 |
| 11     | 20 maart 2016 | Geoffrey Yegon                | KEN  | 59.44   | Perendis Lekapana        | KEN  | 1:10.34 |
| 12     | 26 maart 2017 | Meshack Koech                 | KEN  | 1:00.19 | Naom Jebet               | KEN  | 1:10.03 |
| 13     | 25 maart 2018 | Stephen Kiprop                | KEN  | 59.44   | Nancy Jepkosgei Kiprop   | KEN  | 1:07.49 |
| 14     | 31 maart 2019 | Robert Kipchirchir Mwei       | KEN  | 1:00.21 | Dorcas Jepchumba Kimeli  | KEN  | 1:08.19 |
| 15     | 15 mei 2022   | Erick Kiplagat Sang           | KEN  | 1:00.56 | Vivian Jepkemei Melly    | KEN  | 1:09.27 |
| 16     | 26 maart 2023 | Hillary Kipchirchir Chepkwony | KEN  | 59.20   | Betelihem Afenigus Yemer | ETH  | 1:08.27 |
| 17     | 24 maart 2024 | Charles Mbatha Matata         | KEN  | 1:00.39 | Veronica Loleo           | KEN  | 1:07.38 |
| 18     | 30 maart 2025 | Charles Mbatha Matata         | KEN  | 1:00.36 | Esther Chemtai Kipkech   | KEN  | 1:10.17 |

## Records
Hieronder volgen drie overzichten van de snelste tijden:
| Snelste mannen aller tijden 1. KEN Hillary Kipchirchir Chepkwony 59.20 (winnaar 2023) 2. KEN Isaia Kipkoech Lasoi 59.27 (2023) 3. KEN Josphat Kiprotich 59.41 (2023) 4. KEN Geoffrey Yegon 59.44 (winnaar 2016) 5. KEN Stephen Kiprop 59.44 (winnaar 2018) 6. KEN Kenneth Keter 59.48 (2016) 7. ETH Yigrem Demelash 59.49 (2016) 8. KEN Victor Kimutai Chumo 1:00.10 (2018) 9. UGA Abdallah Kibet Mande 1:00.14 (2018) 10. KEN Gilbert Masai 1:00.16 (2018) | Snelste vrouwen aller tijden 1. KEN Veronica Loleo 1:07.38 (winnares 2024) 2. KEN Nancy Jepkosgei Kiprop 1:07.49 (winnares 2018) 3. KEN Dorcas Jepchumba Kimeli 1:08.19 (winnares 2019) 4. ETH Gete Alemayehu 1:08.23 (2019) 5. ETH Betelihem Afenigus Yemer 1:08.27 (winnares 2023) 6. ETH Medhin Gebreslassie Beyene 1:08.38 (2023) 7. ETH Melat Yisak Kejeta 1:08.41 (2018) 8. ETH Rediet Daniel Molla 1:08.46 (2023) 9. KEN Joy Kemuma Loyce 1:09.02 (2018) 10. KEN Vivian Jepkemei Melly 1:09.27 (winnares 2022) | Snelste Venlonaren aller tijden 1. Sander Schutgens (Belfeld) 1:03.48 (2008) 2. Marco Gielen (Belfeld) 1:04.08 (2008) 3. Rik van Wijlick (Venlo) 1:10.41 (2023) 4. Ron Koster (Tegelen) 1:13.03 (2011) 5. Rob Linders (Venlo) 1:14.49 (2018) 6. Thijs Gipmans (Venlo) 1:14.59 (2010) 7. Victor den Haan (Tegelen) 1:15.03 (2017) 8. Patrick Engels (Blerick) 1:16.47 (2007) 9. Marcel Gubbels (Steyl) 1:17.16 (2015) 10. Paul Coolegem (Venlo) 1:17.24 (2019) Snelste Venlose aller tijden 1. Carla Beurskens (Tegelen) 1:23.48 (2006) |

## Onderdelen
Het hardloopevenement kent de volgende wedstrijden:
- Halve marathon (21.097,5 m)
- 10 km
- 5 km (sinds 2013)
- Scholierenloop (2600 m)
- 1K Runaway (1000 m)
- Kinderloop (500 m)
- Bambinoloop (500 m)
- G-loop (1000 m)

De wandeltocht kent de volgende onderdelen:
- 40 km (sinds 2013)
- 30 km (sinds 2016)
- 20 km (sinds 2013)

Amersfoort ·
Amsterdam ·
Breda ·
Den Haag ·
Den Helder ·
Dordrecht ·
Drunen ·
Eindhoven ·
Egmond aan Zee ·
Enschede ·
Etten-Leur ·
Haarlem ·
Haarlemmermeer ·
Hoorn ·
Leeuwarden ·
Leiden ·
Linschoten ·
Monster ·
Nijmegen ·
Pijnacker ·
Schoorl ·
Spijkenisse ·
Terschelling ·
Texel ·
Utrecht ·
Venlo ·
Zandvoort ·
Zwolle